# Фізико-географічна країна

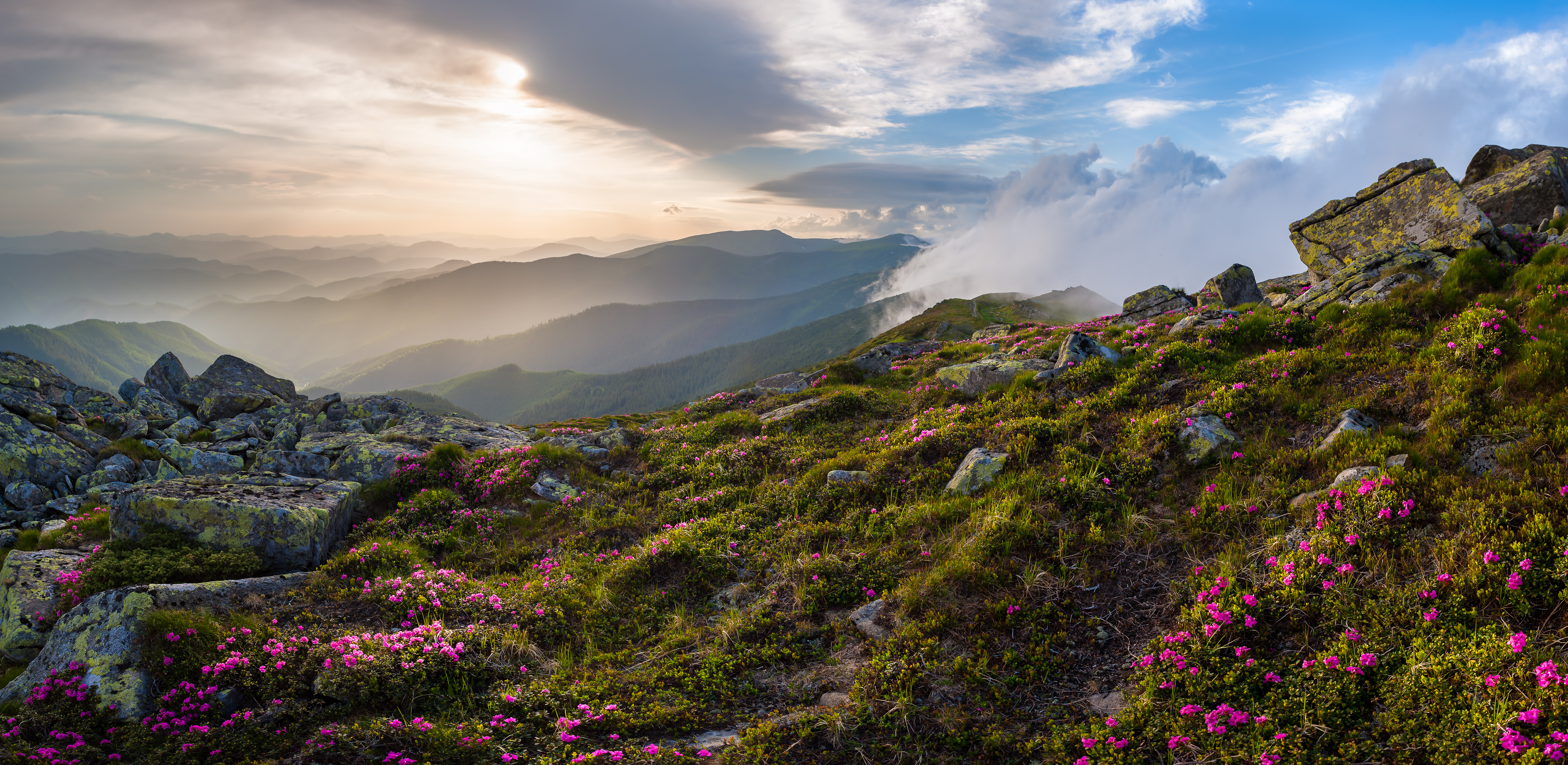
Українські Карпати — гірська фізико-географічна країна

Природна країна або фізико-географічна країна — територіальний регіон земної поверхні, що володіє внутрішньою єдністю й своєрідними рисами природи (наприклад Левант, Кавказ, Крим).
Процес їхнього виявлення — одна з форм синтезу у фізичній географії.
Визначаються особливостями систематики природних територіальних комплексів окремих частин Земної оболонки (гори, нагір'я, пустелі, рівнини і інші). Типологічний підхід у фізичній географії сприяє встановленню подібності природних територіальних комплексів, що дозволяє звести їх у класифікаційні групи — типи, класи, види й інші.
Фізико-географічні (географічні) країни об'єднуються в групи на основі географічної близькості і природної єдності (наприклад Передня Азія).
Природні країни поділяються на зони, райони і інше. Дослідження малих територіальних комплексів, що входять до складу географічного ландшафту (хребти, долини, гирла, урочища, фації і інших) дає основу для їх класифікації. Районування може вироблятися з комплексу ознак, що охоплюють майже всі компоненти природного (фізико-географічне (або ландшафтне)) середовища, і по яких-небудь часткових ознаках — рельєфу, клімату, ґрунтам і інше.
| Земля | Це незавершена стаття з географії. Ви можете допомогти проєкту, виправивши або дописавши її. |